# Беженар Олег Валерійович
Оле́г Вале́рійович Бежена́р (рум. Oleg Bejenari; 17 вересня 1971, Київ, СРСР — 13 лютого 2023) — молдавський футболіст, тренер.

## Кар'єра футболіста
Олег Беженар починав грати в Бендерах в «Тигина»-РШВСМ. Уже в 1991 році виступав за «Буджак» (Комрат).
З 1992 по 1994 рік (з перервою) в тираспольському «Тилігулі». У цей період часу Олег встиг пограти в кишинівських клубах «Динамо-Кодру» і «Спортул Студенцеск». У 1994 році повернувся в «Буджак», але ненадовго, відігравши всього 10 матчів за сезон, покинув клуб. В наступному році Олег Беженар грав за команду Дивізіону «А» — «Мігдал» (Карахасань). У 1996 році знову опинився в Бендерах, в загальній складності два сезони провівши у складі «Динамо».
Сезон 1997/98 Беженар провів у Другій лізі України у складі «Металурга» (Новомосковськ) з Дніпропетровської області. У 1999 році був запрошений в тульський «Арсенал», однак на поле у складі «зброярів» так і не вийшов.
У 2000 році провів 10 матчів у складі «Насафа» (Карші) в чемпіонаті Узбекистану.
У 2002 році виступав за «Селенгу» (Улан-Уде).
- У чемпіонаті Молдови провів 88 матчів, забив 1 м'яч.
- У дивізіоні «А» Молдови провів 37 матчів.
- В чемпіонаті Узбекистану провів 10 ігор.
- У Другій лізі України провів 7 матчів.
- У Другому дивізіоні Росії провів 10 матчів.

## Кар'єра тренера
Тренерську кар'єру Олег Беженарь почав як помічник Віталія Кулібаби в клубі «Академія УТМ». Проте вже у другій частині сезону 2010-11 очолив клуб.
У 2011 році був запрошений до «Зімбру» як помічник Сергія Строєнка, а влітку 2012 року очолив «зубрів». Однак перебування в «Зімбру» в Беженара виявилося недовгим. Після нічиєї у кваліфікаційному раунді Ліги Європи з «Бангор Сіті», Олег Беженар був відправлений у відставку.
У листопаді 2012 Олег очолив «Сперанцу». У червні 2015 року увійшов до тренерського складу кишинівського клубу «Дачія»
.